# Zheng Xiulin
Dans ce nom chinois, le nom de famille, Zheng, précède le nom personnel.
Zheng Xiulin (en chinois : 郑秀琳), née le 21 juillet 1966 dans le Liaoning, est une joueuse chinoise de basket-ball.

## Carrière
Avec l'équipe de Chine de basket-ball féminin, elle est médaillée d'argent aux Jeux olympiques d'été de 1992.